# Hypnotic (película de 2023)
Hypnotic es una película estadounidense de suspenso, acción y ciencia ficción de 2023 dirigida por Robert Rodriguez, quien coescribió el guion con Max Borenstein. La película es protagonizada por Ben Affleck, Alice Braga, JD Pardo, Hala Finley, Dayo Okeniyi, Jeff Fahey, Jackie Earle Haley y William Fichtner.
Hypnotic fue estrenada en los Estados Unidos el 12 de mayo de 2023 por Ketchup Entertainment y Relativity Media.

## Reparto
- Ben Affleck como Danny Rourke
- Alice Braga como Diana Cruz
- J.D. Pardo como Nicks
- Dayo Okeniyi como River
- Jeff Fahey como Carl
- Jackie Earle Haley como Jeremiah
- William Fichtner como Dellrayne
- Zane Holtz como Trout
- Ruben Cabaalero como Watkins
- Kelly Frye como Viv
- Sandy Avila como Thelma
- Ryan Ryusaki como Bong
- Hala Finley como Minnie (10 años)
- Ionie Olivia Nieves como Minnie (7 años)

## Producción

### Desarrollo
Robert Rodriguez había escrito el guion inicial de Hypnotic en 2002 y lo calificó como "una de mis historias favoritas". En noviembre de 2018, se confirmó que Rodríguez dirigiría, con Max Borenstein reescribiendo el guion original para Studio 8. En noviembre de 2019, se informó que Studio 8 coproduciría con Solstice Studios, que tenía los derechos de distribución nacional.

### Casting
En noviembre de 2019, Ben Affleck fue elegido para protagonizar. En mayo de 2021, se agregó Alice Braga, y el rodaje comenzará el 20 de septiembre en Austin, Texas. En septiembre de 2021, Hala Finley se unió al elenco. En octubre de 2021, se informó que Dayo Okeniyi, William Fichtner y J.D. Pardo habían firmado.

### Rodaje
La fotografía principal comenzó en Austin el 27 de septiembre de 2021 y concluyó el 19 de noviembre del mismo año.

## Estreno
Hypnotic originalmente estaba programada para ser estrenada en cines en los Estados Unidos por Solstice Studios. En marzo de 2023, se informó que Ketchup Entertainment actuaría como distribuidor nacional después de que Solstice Studios cerrara a fines de 2022. Un corte de "trabajo en progreso" de la película se proyectó en South by Southwest el 12 de marzo de 2023. La película se estrenó finalmente en Estados Unidos el 12 de mayo de 2023.

## Recepción
Hypnotic recibió reseñas generalmente mixtas de parte de la crítica y de la audiencia. En el sitio web especializado Rotten Tomatoes, la película posee una aprobación de 32%, basada en 112 reseñas, con una calificación de 4.7/10 y un consenso crítico que dice: "Aunque Hypnotic no deja de tener destellos de inspiración, el efecto final de esta travesura criminal a menudo torpe será dejarte con una sensación de sueño." De parte de la audiencia tiene una aprobación de 54%, basada en más de 1000 votos, con una calificación de 3.3/5.
El sitio web Metacritic le dio a la película una puntuación de 53 de 100, basada en 31 reseñas, indicando "reseñas mixtas o promedio". Las audiencias encuestadas por CinemaScore le otorgaron a la película una "C+" en una escala de A+ a F, mientras que en el sitio IMDb los usuarios le asignaron una calificación de 5.5/10, sobre la base de más de 25 000 votos. En la página web FilmAffinity la cinta tiene una calificación de 4.7/10, basada en 661 votos.